# جولی تایمور
جولی تایمور (انگلیسی: Julie Taymor؛ زادهٔ ۱۵ دسامبر ۱۹۵۲) یک کارگردان و فیلم‌نامه‌نویس اهل ایالات متحده آمریکا است. وی از سال ۱۹۸۰ میلادی تاکنون مشغول فعالیت بوده‌است.
وی همچنین برنده جوایزی همچون کمک هزینه گوگنهایم و جایزه امی شده است.

## فیلم‌شناسی
- Fool's Fire (۱۹۹۲) (تلویزیون)
- Oedipus rex (۱۹۹۳ (اپرا)
- تیتوس (۱۹۹۹)
- فریدا (۲۰۰۲)
- از این سو تا آن سوی دنیا (۲۰۰۷)
- طوفان (۲۰۱۰)
- رؤیای شب نیمه تابستان (۲۰۱۴)